# آلساندرو روسپولی، نهمین شاهزاده چروتری
آلساندرو «دادو»، شاهزاده روسپولی (انگلیسی: Alessandro "Dado", Principe Ruspoli؛ ‏ ۹ دسامبر ۱۹۲۴ – ۱۱ ژانویهٔ ۲۰۰۵) یک اشراف‌زاده و هنرپیشه اهل ایتالیا بود.
از فیلم‌ها یا برنامه‌های تلویزیونی که وی در آن نقش داشته‌است می‌توان به خانه لبخندها، شناسایی یک زن و پدرخوانده: قسمت سوم اشاره کرد.